# NPO FunX
NPO FunX is een Nederlands publiek radiostation dat uitzendt sinds 3 augustus 2002. Het station draait vooral urbanmuziek.
De zender richt zich op alle jongeren tussen 15 en 35 jaar en is in het bijzonder opgezet om jongeren uit de randstad te bereiken. Muziekstijlen die te horen zijn, zijn naast de mainstream popmuziek, ook r&b, hiphop, latin, reggae en dancehall, oriental, Turkpop, farsipop, bhangra, rai, Frans-Afrikaanse hiphop, Mandopop en andere crossoverstijlen.
De zender bestaat uit vier stadsedities (Amsterdam, Rotterdam, Utrecht en Den Haag) en sinds 6 september 2005 een landelijke editie. De lokale uitzendingen bestaan uit een gezamenlijk raamprogramma, waarbij enkele uren gesplitst zijn in verschillende (lokale) edities. Deze stadsedities worden via de FM omroepband uitgezonden in de buurt van de genoemde steden. De landelijke editie wordt alleen uitgezonden via DVB-T, DAB+, kabel, satelliet en internet, en niet via FM.
Via internet zijn ook nog speciale edities te beluisteren met ieder een eigen muziekstijl: FunX Arab, FunX Fissa, FunX Hip Hop, FunX Latin, FunX Afro en FunX Slow Jamz.

## Geschiedenis
Nadat Colorful Radio in 2005 door het Commissariaat voor de Media bestempeld werd als een illegale nevenactiviteit, bestond er ruimte voor FunX als landelijke radiozender. Dankzij een schorsende beslissing van staatssecretaris Medy van der Laan en in 2008 een voor NPO FunX positieve uitspraak van de rechter, kan NPO FunX landelijk blijven uitzenden op de capaciteit van de Stichting Colorful Radio via digitale ether (DVB-T en DAB), kabel, internet en satelliet.
Op 12 juli 2024 heeft NPO FunX de lang gebruikte slagzin "The sound of the city" ingeruild voor "your city your sound". Verder heeft NPO FunX op deze dag een nieuw logo en een nieuwe huisstijl gekregen.

## Organisatie
Stichting FunX is de belangrijkste entiteit omtrent FunX sinds 2012. Deze beheert de activiteiten namens de Nederlandse Publieke Omroep (NPO) die de zender financiert sinds 2012 nadat de landelijke overheid en gemeenten daar goeddeels mee gestopt waren.
FunX BV is een volle dochter van de Stichting G4 Radio die zorg draagt voor de lokale activiteiten en de lokale reclameverkoop. Deze stichting is een samenwerkingsverband van de lokale omroepen van de vier grote steden: SALTO Omroep Amsterdam, Stichting Open Rotterdam, RTV Utrecht en Stadsomroep Den Haag. De etherlicenties van de lokale edities van FunX staan op naam van deze vier lokale publieke omroepen. De landelijke versie is van de Nederlandse Publieke Omroep. Tot 2006 was de landelijke editie gelieerd aan BNN, maar sinds eind 2006 heeft de raad van bestuur van de NOS - de grootste financier van FunX - een directe band (via de toenmalige Stichting Colorful Radio) met FunX opgebouwd.

### Financiering
De zender wordt gefinancierd door de vier deelnemende omroepen, de Raad van Bestuur van de Nederlandse Omroep Stichting (NOS) en het Ministerie van Onderwijs, Cultuur en Wetenschap, en heeft daarnaast inkomsten uit reclamegelden. In totaal ontvangt FunX zo'n 3,8 miljoen euro aan subsidies en overheidsmiddelen. De Raad van Bestuur van de NOS draagt daar per 1 januari 2009 circa 2 miljoen euro aan bij (2008: 1,7 miljoen euro). Vanwege de meer landelijke invulling en uitstraling van de zender wilde de gemeente Den Haag een einde maken aan haar subsidierelatie met de zender. Uiteindelijk besloot de gemeenteraad, mede onder druk van FunX BV, de subsidie toch voort te zetten en gaat hier ook mee door de komende jaren.
Op 17 juni 2011 werd bekendgemaakt dat de rijksoverheidssubsidie van NPO FunX na 2012 komt te vervallen. Dit is de helft van het budget van de zender. De zender werd gered door een samenwerking aan te gaan met de Nederlandse Publieke Omroep (BNN, NTR en VPRO).

## Medewerkers

### Zendermanager
- Niels Hoogland (2016–2022)[4][5]
- Chanelva Rier (2023–heden)[6][7]

## Evenementen

### FunX Music Awards
Sinds 27 april 2015 wordt er jaarlijks de zogeheten NPO FunX Music Awards uitgereikt. Hierbij zijn verschillende categorieën weg gelegd, allemaal in de muziekbranche zoals voor beste zanger, beste nieuwkomer, beste album, beste nummer, beste samenwerking, beste producer etc. De prijzen worden uitgereikt tijdens een show waarbij enkele relevante artiesten optreden. In 2019 was er voor het eerst een categorie speciaal voor vrouwelijke muzikanten onder de naam Artist of the year- female. De eerste winnaar hiervan was Famke Louise. Sinds 2020 is de Power Award in het leven geroepen, dit is de enige award die niet gerelateerd is aan muziek maar wordt jaarlijks uitgereikt aan iemand die in dat jaar een belangrijke maatschappelijke bijdrage heeft geleverd voor de FunX-community.

## Digitale zenders
FunX beschikt over een aantal digitale zenders die te beluisteren zijn via internet:
- FunX Arab
- FunX Fissa
- FunX Hip Hop
- FunX Latin
- FunX Afro
- FunX Slow Jamz

## Beeldmerk

6 augustus 2002 t/m 29 april 2014
27 april 2014 tot 2015
2015 tot 12 juli 2024
Vanaf 12 juli 2024

## Pay-off
- Welkom bij jezelf (2002–2014)
- The Sound of the City (2014–2024)
- Your city, your sound (2024–heden)

## Prijzen

### Marconi Award
Eva Cleven was de eerste medewerker van FunX die een Marconi Award in ontvangst mocht nemen. Ze won in 2016 de prijs voor Aanstormend Talent. Later, in 2022, won Nordin Besling diezelfde award. Fernando Halman, op dat moment al vijftien jaar te horen met een ochtendprogramma, ontving in 2024 een Marconi Oeuvre Award. In zijn speech tijdens het Gouden RadioRing Gala eerde hij zijn producer en 'zielsverwand' Gerwin Visser. Gerwin overleed op 29 januari 2024, net voor de uitreiking van de Award.

## Bedreigingen
In mei 2020 ontvingen meerdere medewerkers van NPO FunX doodsbedreigingen. Dit gebeurde naar aanleiding van het uitzenden van het programma Ramadan Late Night, gepresenteerd door dj Morad El Ouakili. De dj, die eerder in opspraak raakte door na te laten een antisemitische beller die sprak over het "uitroeien van jodengespuis" te onderbreken, was genoodzaakt het programma vroegtijdig te staken. Aanleiding voor de doodsbedreigingen was de ongepastheid van muziek afspelen tijdens de ramadan, aldus de bedreigers.
Lijst van radiozenders in Nederland